# Ordoño II di León

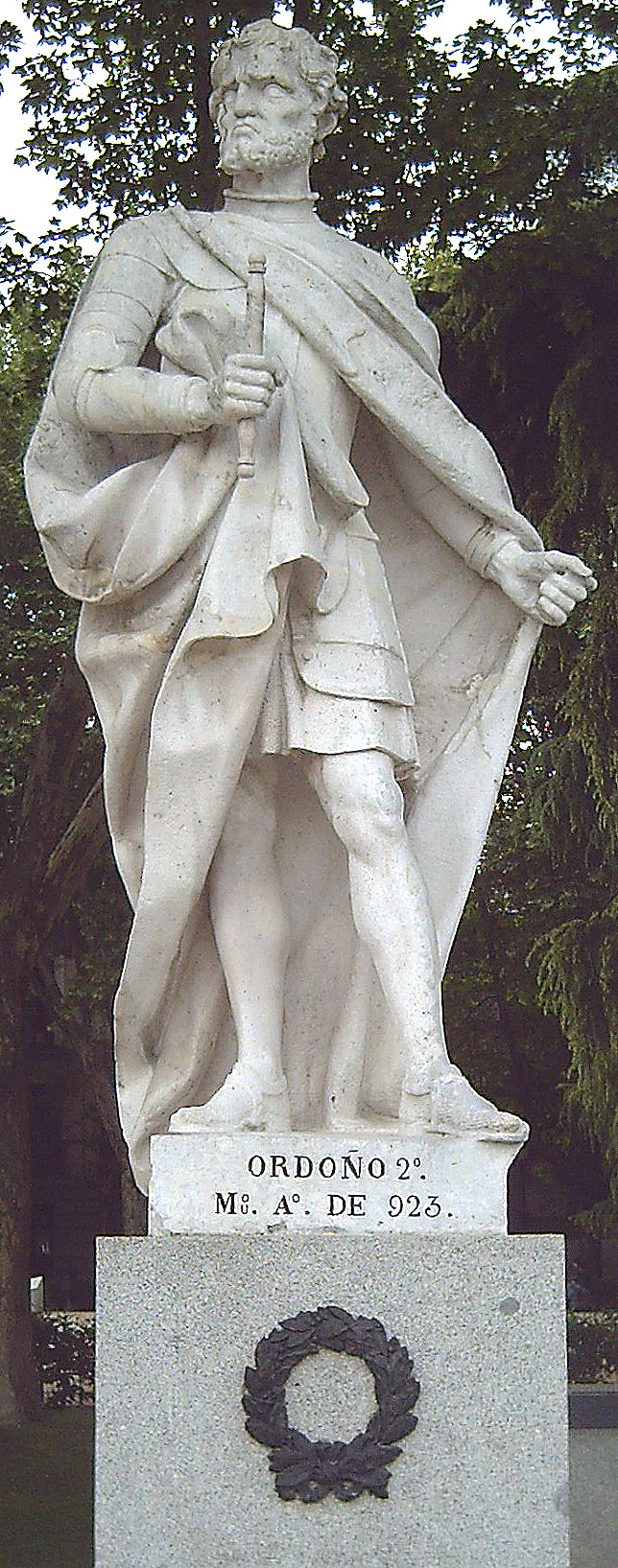
Statua di Ordoño II del León, che si trova nel Paseo de la Argentina, a Madrid di Luis Salvador Carmona (1750-53)

Ordoño Alfonso, soprannominato "il Grande" (El Magno). Ordoño anche in spagnolo, in asturiano e in galiziano, Ordoni, in catalano e Ordonho in portoghese (873 – León, giugno 924), è stato re di Galizia (910-914) e dopo la riunificazione della Galizia al León re di León dal 914 al 924.

## Origine
Ordoño, secondo il Chronicon de Sampiri era il figlio secondogenito del re delle Asturie, Alfonso III il Grande e di Jimena Garcés, (848-912), che, molto probabilmente, anche se il Codice di Roda non la elenca tra i figli di García I, era figlia del re di Pamplona, García I Íñiguez, come viene confermato dalla Historia del Real Monasterio de Sahagún, e della prima moglie, Urraca, che secondo alcune fonti, tra cui lo storico Jaime de Salazar y Acha, era la figlia di Musà ibn Musà ibn Fortún, il capofamiglia dei Banu Qasi. Ma secondo altre fonti era di stirpe reale: Rodrigo Ximénez de Rada, vescovo di Toledo e storico, scrisse che García sposò "Urracam, de Regio semine".
Lo storico genealogista basco, Jean de Jaurgain (1842–1920), nel suo la Vasconie interpretò la frase (Urracam, de Regio semine), nel senso che anche Urraca discendeva dalla stirpe ducale di Guascogna ed era figlia di Sancho II.

Alfonso III il Grande, sia secondo il CHRONICON ALBELDENSE che la Historia Silense, era il figlio primogenito del re delle Asturie Ordoño I e della moglie, Munia, come confermano le Memorias de las reynas catholicas, di cui non si conoscono gli ascendenti.

## Biografia
L'educazione di Ordoño fu affidata alla corte dei Banu Qasi, a Saragozza, dove il padre lo inviò bambino, come riporta il CHRONICON ALBELDENSE.
Ordoño lo troviamo citato come firmatario in due documenti, inerenti donazioni fatte alla chiesa di Santiago di Compostela, dai genitori, Alfonso III, assieme alla moglie, Jimena, come riportato nelle Apendices della HISTORIA de la IGLESIA DE SANTIAGO DE COMPOSTELA, TOMO II:
- documento n° XIX, datato 886[12]
- documento n° XXI, datato 893[13].

Ordoño, compare inoltre, come firmatario in donazioni, fatte dai genitori al Real Monasterio de Sahagún, a cui erano devoti, come riporta la Historia del Real Monasterio de Sahagún.
Collaborò con il padre nell'azione di governo del regno delle Asturie, che comprendeva anche la Galizia ed il Leon.

Nel 908 condusse una spedizione nella Betica che arrivò sino alla periferia di Siviglia, portando distruzioni nel quartiere di Regel, come riporta La web de las biografias.

A Ordoño fu affidato il governo e la difesa della Galizia; cosa che fece con il plauso generale, come riporta La web de las biografias.
Dopo che nel 910 suo fratello García, a seguito di una cospirazione contro il padre, re Alfonso III, e che, secondo l'arcivescovo di Toledo, Rodrigo Jiménez de Rada, nel suo Historia De Los Hechos De España, Garcia era stato incarcerato a Gozón su ordine del padre, il conte di Castiglia, Nuño Fernández, suocero di García, per liberare il genero, organizzò una sollevazione di nobili, appoggiata anche dalla regina Jimena e dagli altri figli di Alfonso, Fruela e lo stesso Ordoño, Alfonso III, per evitare la guerra civile, liberò Garcia, nominandolo suo successore, con supremazia anche sui fratelli, e spartì il regno tra i suoi tre figli maggiori:
- a Garcia il figlio maggiore andò il León
- a Ordoño, il secondogenito andò la Galizia
- a Fruela, terzogenito andarono le Asturie, con annessa la contea di Castiglia

Suo padre Alfonso III, con la moglie Jimena, si ritirò a Zamora (dove morì il 20 dicembre 910).
Alla morte del padre suo fratello Garcia divenne re delle Asturie e del León, ma in effetti continuò a governare solo il León, lasciando ai fratelli i loro rispettivi regni e, come riporta il Diccionario biográfico español, Real Academia de la Historia, il 7 giugno 910, una assemblea di tutti i nobili galiziani gli giurò fedeltà come nostro domino dopno Ordonio.
Nell'agosto del 913, durante una razzia in Lusitania, come riporta il Diccionario biográfico español, Real Academia de la Historia, assaltò e conquistò la città di Évora, uccidendo il wali, Marwān ibn ʿAbd al-Malik, che era in moschea e tutta la guarnigione di circa settecento uomini e rientrando in Galizia con circa quattromila prigionieri (soprattutto donne e bambini); secondo la Crónica Anónima de al-Nasir «non si aveva memoria in al-Andalus di un disastro dell'Islam, da parte del nemico, così oltraggioso e terribile come questo».
Nel 914, alla morte senza discendenza del fratello, il re di León Garcia, Ordoño fu proclamato anche re di León, riunificando così la Galizia con il León. Si trasferì a León, capitale del regno, che includeva anche la Galizia, sviluppando la città e riorganizzando le istituzioni, come riportano sia la Historia Silense, che la Crónica Najerense.

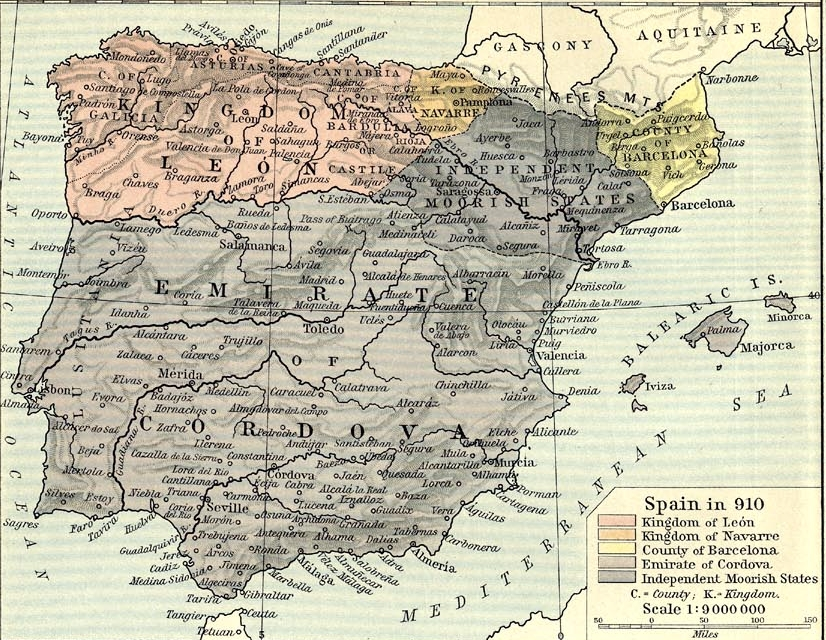
La penisola iberica (carta politica) nel 910

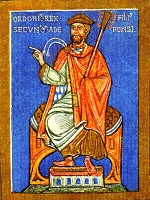
Ordoño II (Ordonius rex) in una miniatura del Tumbo A della Cattedrale di Santiago di Compostela, datata tra il X e il XII secolo.

Ordoño II continuò la politica di espansione territoriale del padre Alfonso.

Nell'area occidentale, come riporta anche, lo storico Rafael Altamira conquistò la città di Mérida, dopo averne devastato la regione e giunse nuovamente sino ad Évora.

Nell'area orientale, alleatosi con il re di Pamplona, Sancho I Garcés, nel settembre 917, a San Esteban de Gormaz sconfissero i musulmani dell'emirato al-Andalus e l'anno dopo strapparono ai Banu Qasi le città di Calahorra e Arnedo, attaccando anche Nájera e Tudela.
Nel 920 l'emiro ʿAbd al-Raḥmān III ibn Muḥammad guidò personalmente un esercito che, recuperate le città di Osma e San Esteban de Gormaz, penetrò in Navarra e sconfisse Ordoño II (senza l'appoggio delle truppe del conte di Castiglia, Fernando Ansúrez che convocato non si era presentato) ed il re di Pamplona, Sancho I di Navarra nella valle di Junquera, a circa venticinque chilometri a sudest di Pamplona (battaglia di Valdejunquera), dove i vescovi di Tuy e Salamanca furono catturati. I sopravvissuti alla battaglia si rifugiarono nei castelli di "Muez" e di Viguera, dove vennero assediati, sconfitti e decapitati.
Dopo la battaglia di Valdejunquera, Ordoño II destituì il conte di Castiglia, Fernando Ansúrez perché non si era presentato in tempo, con le sue truppe, alla battaglia, e lo relegò nel León (dove seguì la costruzione del monastero di San Pedro de Cardeña) e lo sostituì con il fratello, di Gonzalo Fernández, il conte di Burgos Nuño Fernández.
Volendo inoltre punire, sia per il disastro militare che per l'offesa arrecata alla sua autorità, la nobiltà castigliana ed avendo saputo che diversi nobili castigliani erano riuniti a Burgos, li fece convocare per un incontro a Tejares, sulle sponde del fiume Carrión affluente del fiume Pisuerga. Tutti i nobili castigliani che, senza timore, si presentarono all'appuntamento furono arrestati e condotti a León, dove, poco tempo dopo, molti furono giustiziati. Dopo questo avvenimento i Castigliani decisero di ripristinare i Giudici di Castiglia.
Nel 923 Ordono conquistò Nájera, mentre Sancho riconquistò Viguera.
Ordoño II morì nel gennaio 924, prima che, con un'altra controffensiva, l'emiro ʿAbd al-Raḥmān III arrivasse vittorioso a Pamplona. Ordono fu tumulato nella chiesa di Santa Maria a León e, secondo il] Chronicon Regum Legionensium, i suoi resti furono traslati a Oviedo, nella Cappella delle urne dei re delle Asturie e Leon della cattedrale, attorno alla fine del X secolo, quando Almanzor attaccò Galizia e Leon.

Il fratello Fruela, alla sua morte, spodestò i suoi figli,Sancho e Alfonso, che intanto stavano facendosi la guerra, facendosi proclamare re di León.

### Matrimoni e discendenza
Nell'895 circa, come riporta il documento n° XII, datato 897, del Portugaliæ Monumenta Historica, Diplomata et Chartæ, Vol. I, si era sposato con Elvira Menéndez (circa 880-922), figlia del conquistatore di Coimbra (876), il conte galiziano di Porto, Ermenegildo Gutierrez ed Ermessinda Gatonez, come riporta il Diccionario biográfico español, Real Academia de la Historia.

Elvira compare in diverse donazioni fatte con il marito, Ordoño II: alla chiesa di Santiago (Hordonius Rex ac Gelvira Regina), nel 915, al monastero di San Pedro de Montes, a Ponferrada e tre al Monasterio Real de San Benito (Sahagún), come riportato nel capitolo V della Historia del Real Monasterio de Sahagún.

Ordoño II ed Elvira ebbero cinque figli:
- Sancho (895-929), re di Galizia dal 925 al 929, citato nel capitolo V della Historia del Real Monasterio de Sahagún[26];
- Alfonso (circa 899-933), re di León dal 925 al 931, citato nel capitolo V della Historia del Real Monasterio de Sahagún[26];
- Ramiro (circa 900-951), re di León dal 931 al 951, citato nel capitolo V della Historia del Real Monasterio de Sahagún[26];
- García (?-934), citato nel capitolo V della Historia del Real Monasterio de Sahagún[26];
- Jimena (?-935), citata nel capitolo V della Historia del Real Monasterio de Sahagún[26].

Rimasto vedovo nel febbraio del 922 Ordoño II, come riporta la Historia Silense sposò Aragonta Gutierrez, figlia del conte Gutierre Osorio ed Elvira Gatónez (bisnipote del re Ramiro I delle Asturie), da cui non ebbe figli e divorziò, nello stesso anno, mentre la Historia del Real Monasterio de Sahagún, precisa che la ripudiò a causa della gelosia.
Nel febbraio del 923 sposò, in terze nozze Sancha Sanchez (900-959), sia, secondo il codice di Roda, che, secondo la Cronaca di Sampiro, figlia, ancora secondo il codice di Roda re di Pamplona, Sancho I Garcés e di Toda di Navarra,, la figlia di Aznar Sánchez, signore di Larraun e di Oneca Fortúnez, la figlia del Re di Pamplona Fortunato Garcés e di Oria.

Ordoño II da Sancha non ebbe figli.

Sancha Sanchez, rimasta vedova, nello stesso anno (924) sposò, in seconde nozze, il conte Alvaro Herraméliz di Álava e, rimasta un'altra volta vedova, sposò il conte di Castiglia, Fernán González, divenendo così contessa di Castiglia.

## Ascendenza
|                           |                        |                      | Genitori            |  |  | Nonni |  |  | Bisnonni               |  |  | Trisnonni               |  |
|                           |                        |                      |                     |  |  |       |  |  | Ramiro I delle Asturie |  |  | Bermudo I delle Asturie |  |
|                           |                        |                      |                     |  |  |       |  |  | Ramiro I delle Asturie |  |  | Bermudo I delle Asturie |  |
|                           |                        | Ozenda/Numila/Imila  |                     |  |  |       |  |  | Ramiro I delle Asturie |  |  |                         |  |
| Ordoño I delle Asturie    |                        |                      |                     |  |  |       |  |  | Ramiro I delle Asturie |  |  |                         |  |
|                           |                        | Urraca               | …                   |  |  |       |  |  |                        |  |  |                         |  |
|                           |                        | Urraca               | …                   |  |  |       |  |  |                        |  |  |                         |  |
|                           |                        | Urraca               | …                   |  |  |       |  |  |                        |  |  |                         |  |
| Alfonso III delle Asturie |                        | Urraca               |                     |  |  |       |  |  |                        |  |  |                         |  |
|                           |                        | …                    | …                   |  |  |       |  |  |                        |  |  |                         |  |
|                           |                        | …                    | …                   |  |  |       |  |  |                        |  |  |                         |  |
|                           |                        | …                    | …                   |  |  |       |  |  |                        |  |  |                         |  |
| Munia                     |                        | …                    |                     |  |  |       |  |  |                        |  |  |                         |  |
|                           |                        | …                    | …                   |  |  |       |  |  |                        |  |  |                         |  |
|                           |                        | …                    | …                   |  |  |       |  |  |                        |  |  |                         |  |
|                           |                        | …                    | …                   |  |  |       |  |  |                        |  |  |                         |  |
| Ordoño II di León         |                        | …                    |                     |  |  |       |  |  |                        |  |  |                         |  |
|                           | Íñigo I Íñiguez Arista | Íñigo Jiménez Arista |                     |  |  |       |  |  |                        |  |  |                         |  |
|                           | Íñigo I Íñiguez Arista | Íñigo Jiménez Arista |                     |  |  |       |  |  |                        |  |  |                         |  |
|                           | Íñigo I Íñiguez Arista | Oneca                |                     |  |  |       |  |  |                        |  |  |                         |  |
| García I Íñiguez          | Íñigo I Íñiguez Arista |                      |                     |  |  |       |  |  |                        |  |  |                         |  |
|                           |                        | Onneca Velásquez     | Velasco di Pamplona |  |  |       |  |  |                        |  |  |                         |  |
|                           |                        | Onneca Velásquez     | Velasco di Pamplona |  |  |       |  |  |                        |  |  |                         |  |
|                           |                        | Onneca Velásquez     | …                   |  |  |       |  |  |                        |  |  |                         |  |
| Jimena di Pamplona        |                        | Onneca Velásquez     |                     |  |  |       |  |  |                        |  |  |                         |  |
|                           |                        | …                    | …                   |  |  |       |  |  |                        |  |  |                         |  |
|                           |                        | …                    | …                   |  |  |       |  |  |                        |  |  |                         |  |
|                           |                        | …                    | …                   |  |  |       |  |  |                        |  |  |                         |  |
| Urraca                    |                        | …                    |                     |  |  |       |  |  |                        |  |  |                         |  |
|                           |                        | …                    | …                   |  |  |       |  |  |                        |  |  |                         |  |
|                           |                        | …                    | …                   |  |  |       |  |  |                        |  |  |                         |  |
|                           |                        | …                    | …                   |  |  |       |  |  |                        |  |  |                         |  |
|                           |                        | …                    |                     |  |  |       |  |  |                        |  |  |                         |  |

### Fonti primarie
- (LA)  Textos navarros del Códice de Roda Archiviato il 31 gennaio 2021 in Internet Archive..
- (LA)  Anastasii abbatis opera omnia.
- (LA)  Portugaliae monumenta historica.
- (LA)  Historia silense
- (LA)  Historia de la Santa A. M. Iglesia de Santiago de Compostela, Tomo II
- (LA)  http://www.anubar.com/coltm/pdf/TM%2015%20Cronica%20[collegamento interrotto]
- (LA)  España sagrada. Volumen 19
- (LA)  España sagrada. Volumen 14

### Letteratura storiografica
- Rafael Altamira, Il califfato occidentale, in L’espansione islamica e la nascita dell’Europa feudale, collana «Storia del mondo medievale», II volume, Milano, Garzanti, 1999  [1979],  pp. 477–515, SBN RAV0065639.
- (ES)  Historia del Real Monasterio de Sahagún
- (ES)  Memorias de las reynas catholicas
- (FR)  #ES Du nouveau sur le royaume de Pampelune au IXe siècle.
- (ES)  #ES Historia De Los Hechos De España.
- (EN)  #ES The World of El Cid, Chronicon Regum Legionensium.